# Carlisle
Carlisle (AFI: [kɑːˈlajl]) è una città del Regno Unito nella contea inglese di Cumbria. È il più grande insediamento nella contea di Cumbria ed è sede dei centri amministrativi del Consiglio della Città di Carlisle e del Consiglio della Contea di Cumbria.

## Geografia
Carlisle è situata alla confluenza dei fiumi Eden, Caldew e Petteril, a 16 km dal confine con la Scozia.

## Storia
Fu fondata nel IX secolo a.C. dal leggendario re Leil, che le diede il nome di Caerluel (Città di Luel). I Romani, nella stessa area, fondarono Luguvallium, uno dei capisaldi del Vallo di Adriano.

## Società
Al censimento del 2011, risulta che Carlisle abbia una popolazione pari a 107 500 abitanti, ma comprendendo anche gli agglomerati urbani si può arrivare ad una popolazione di 130 000 abitanti.

## Monumenti e luoghi d'interesse
- Castello di Carlisle, la cui costruzione iniziò nel 1093;
- Cattedrale di Carlisle, iniziata nel XII secolo.

## Infrastrutture e trasporti
Carlisle è servita dall'autostrada M6.

## Sport
La squadra di calcio della città è il Carlisle United.

## Galleria d'immagini

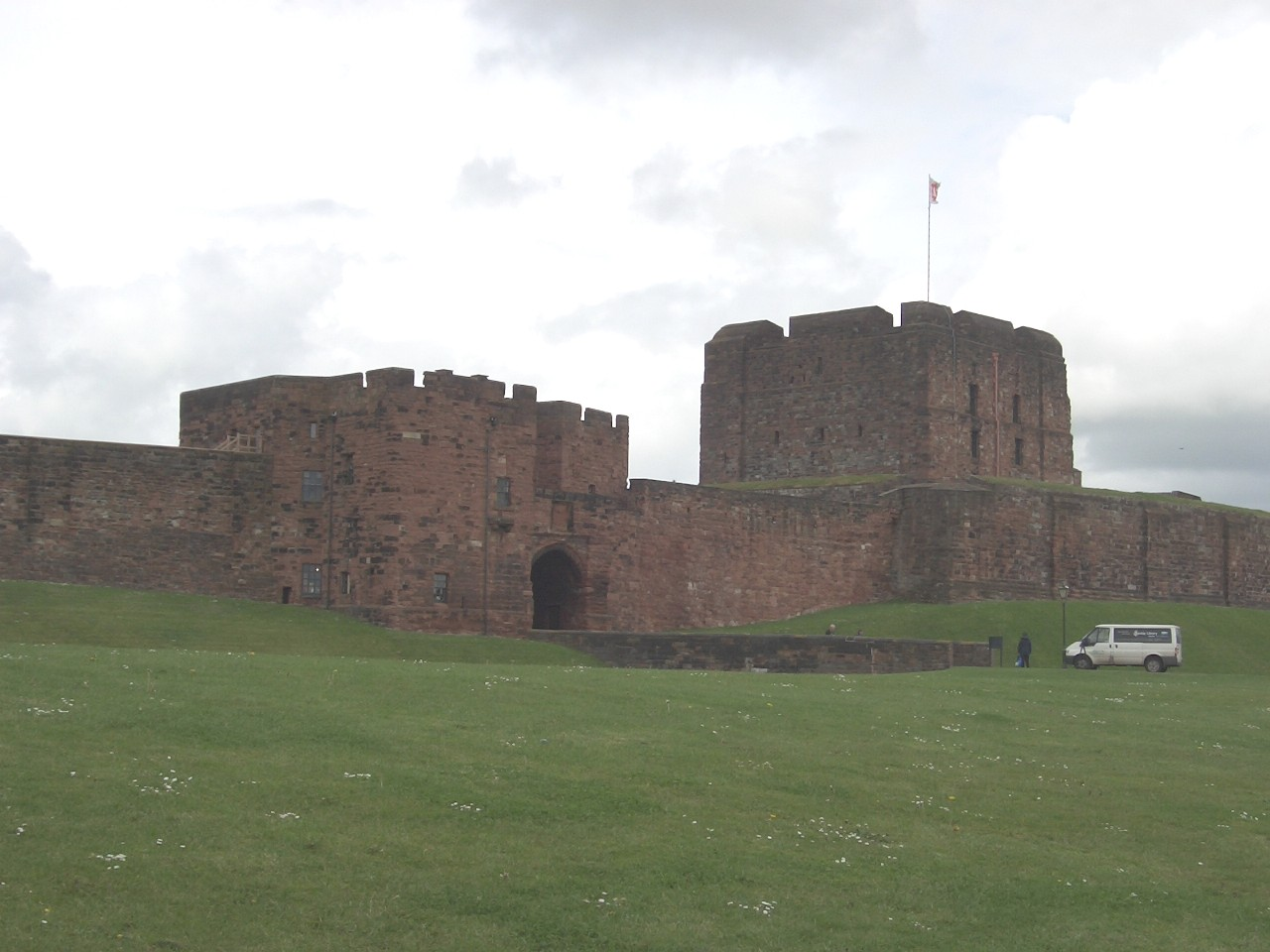
Il Castello di Carlisle.
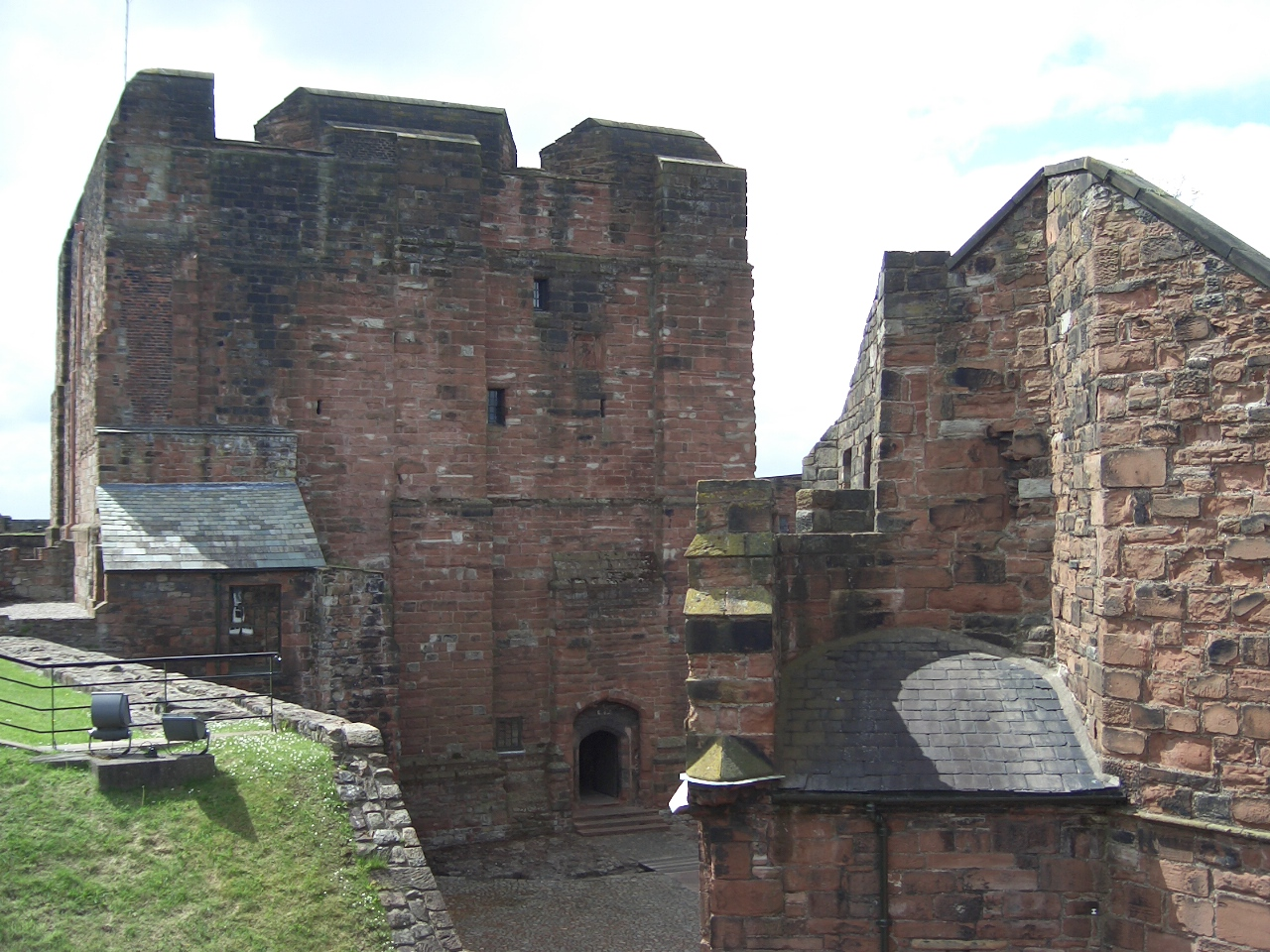
Il Castello di Carlisle.